# Scolarizzazione
Scolarizzazione (en français :scolarisation) est un terme italien du domaine sociologique qui indique « le niveau de diffusion et d'institutionnalisation de la fréquentation scolaire  » limité à une population jeune spécifique. De ce point de vue, les pourcentages dans lesquels la fréquentation scolaire est exprimée sont généralement soumis à des comparaisons régionales, nationales ou internationales. Les données collectées font ensuite l'objet d'évaluations également dans le domaine politique, dans le but de définir les méthodes d'intervention et les mesures les plus appropriées pour faire face aux difficultés spécifiques des différents contextes et orienter les processus éducatifs.
On peut distinguer ce concept de celui de l'alphabétisation. À cette fin, on peut noter que si cette dernière peut également avoir lieu dans d'autres lieux que l'école, la scolarisation ne se termine pas par l'alphabétisation. En outre, alors que la scolarisation concerne presque toujours les jeunes, l'alphabétisation peut s'adresser aussi aux adultes. Enfin, la scolarisation a pour objectif principal les comportements, alors que l'alphabétisation a principalement des objectifs cognitifs.
Dans le domaine pédagogique, certains auteurs ont tendance à élargir la portée sémantique du terme, y compris l'éducation.